# 街妓

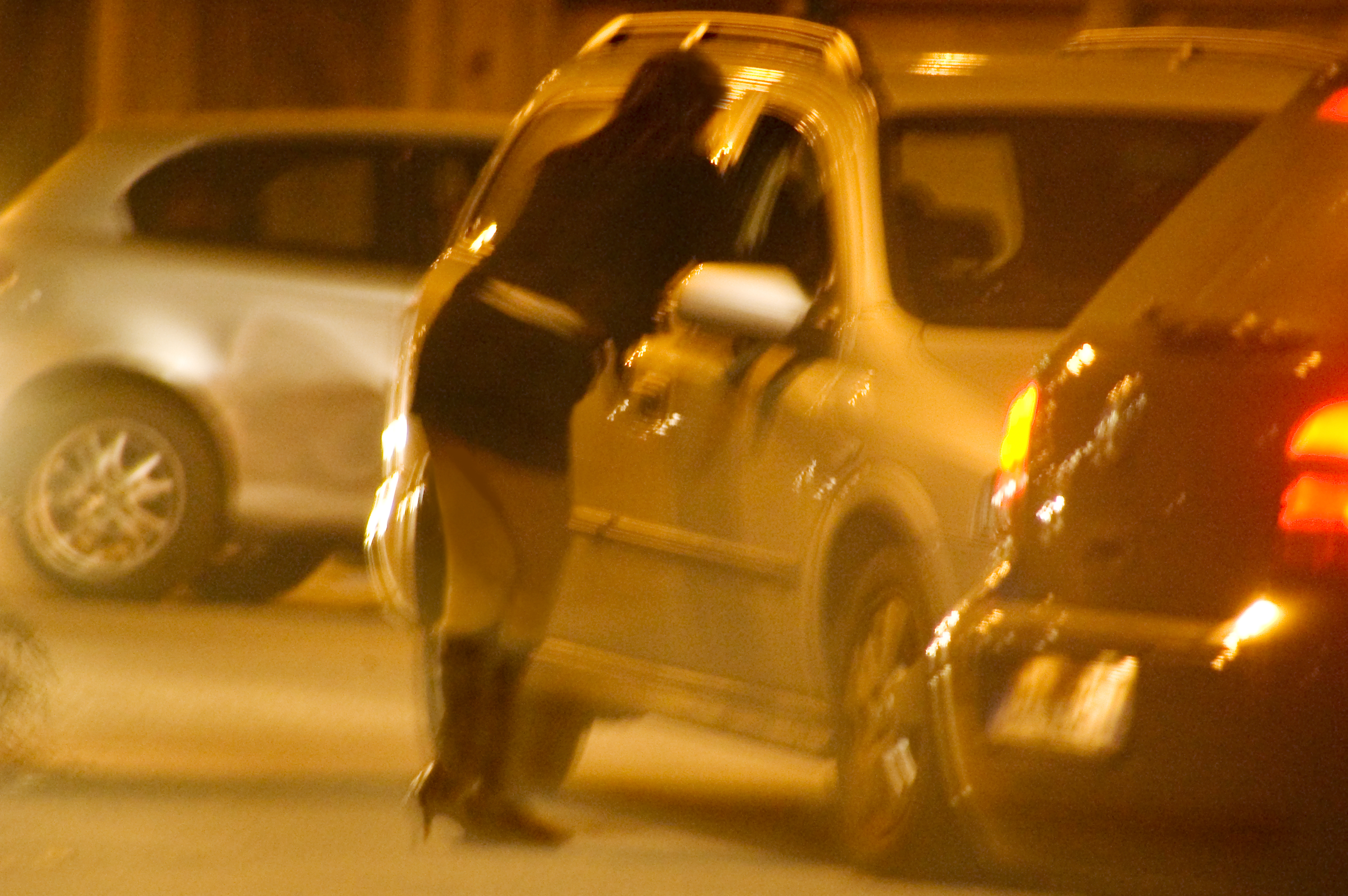
在意大利都靈街頭拉客的妓女（攝於2005年）

街妓，香港稱為企街，台灣稱為站壁，雅稱流鶯，是性工作者的一种。一般都獨立工作，在城市的公路招揽嫖客，之后乘坐汽车到旅馆或者偏僻的地方给客人性服务。
街妓大部份為服務男嫖客的女性，有些地區也有男性或跨性別的街妓。

## 工作情況
- 自带性用品（主要是避孕套）
- 沒有固定性交易场所，都在出租房间、出租屋等暫時性地點
- 由於沒有妓院可依賴，他們用手机讓陌生客人拍照，然后吸引客人的親友
- 和同行共同在街道招揽嫖客，互相照应

## 各地情况

### 法国
在法国首都巴黎，布洛涅公园是很出名的街头妓女集中地，有一些东欧来的女孩，也有法国当地的人，还有变性者。经常会有妓女主动站到车前，把大衣敞开，里面是裸体的。还有人手里甩着看起来不重的铁链或其他工具，频频在路边吸引车内人的注意力。

### 德国
德国的街头妓女供不应求，导致不法分子逼良为娼，2006年德国慕尼黑世界杯期间，出现了街头妓女泛滥的情况。

### 意大利
公元前3世纪，意大利罗马就出现了性交易，在图拉查鲁帝时代，罗马城已有32000名妓女。现今，罗马仍有大量街头妓女。

### 西班牙
在西班牙，也存在街头妓女，为了防止出现交通事故，当局要求街头妓女出反光服装。

### 巴西
巴西法律规定性交易属于合法，但是私下性交易和私自开妓院则属于违法，未成年人性交易也属于违法，巴西的街头妓女重视安全，要求嫖客带避孕套。

### 俄罗斯
在俄罗斯首都莫斯科，官方估计约有10万妓女，街头妓女大多数是大学生和有良好工作的专业人士。

### 台灣
在台灣的一些城市早有存在已久的「風化區」，如各地早年在台灣設置的遊廓一帶。而起源通常都是從日治時期的「私娼寮」開始的，其中並有著台灣、大陸、外國等各地的女子，通常是以眼神、手勢示意，而穿著也依不同季節有著不一樣的裝扮。

### 大陆
在大陆的一些发达城市，如深圳、上海、北京、广州等，都有或多或少的街头妓女，她们一般用手拉扯过往行人。

### 香港
在香港街頭妓女主要集中在九龍一些舊區，但她們為免觸犯法例一般不會主動拉客，只會站在性交易地點附近等待嫖客主動搭訕。

### 日本
日本某週刊報導東京大久保街道上站壁（流鶯）一條街。